# 드네프르-카르파티아 공세
드네프르-카르파티아 공세(러시아어: Днепровско-Карпатская операция, 로마자 표기: Dneprovsko-Karpatskaya operatsiya) 또는 소련 역사 자료에서 우크라이나 우안 해방(러시아어: Освобождение Правобережной Украины, 로마자 표기: Osvobozhdeniye Pravoberezhnoy Ukrainy)은 소련의 제1, 제2, 제3, 제4우크라이나 전선군과 제2벨라루스 전선군이 독일 남부집단군, A 집단군 및 중앙집단군의 일부를 상대로 수행한 전략적 공세이다. 이 공세는 1943년 12월 말부터 1944년 5월 초까지 진행되었다. 우크라이나 우안 지역과 크림반도에서 벌어진 전투는 1944년 동부 전선의 겨울-봄 작전에서 가장 중요한 사건이었다.
이 공세의 목표는 일련의 밀접하게 연결된 작전을 통해 독일 국방군 남부 집단군을 분열시키고, 추축국이 점령한 대부분의 우크라이나와 몰도바 영토에서 추축국 군대 몰아내는 것이었다. 제2차 세계 대전의 가장 큰 공세 중 하나로, 1,200km(745마일)의 전선과 450km(280마일)의 깊이에 걸쳐 펼쳐졌으며, 양측에서 약 3,500,000명의 병력이 참여했다.
작전 과정에서  독일 국방군 사단 20개가 격멸되거나 해산되어 대대적인 재건이 필요하게 되었고, 또 다른 60개 사단은 병력이 50% 이하로 줄어들었다. 더 나아가 수천 대의 전차, 돌격포, 포병 및 트럭이 봄철 진창에 방치되거나 손실되었다.  독일 장군 쿠르트 폰 티펠스키르히(Kurt von Tippelskirch)에 따르면, 이는 스탈린그라드 이후 독일 국방군이 겪은 가장 큰 패배였다.
이 전략적 공세의 결과로 독일 국방군의 남부집단군은 카르파티아산맥을 중심으로 북쪽과 남쪽으로 두 부분으로 분리되었다. 북쪽의 군대는 서부 갈리치아로 후퇴했고, 남쪽 군대는 루마니아로 후퇴했다. 북쪽 부분은 북우크라이나 집단군으로, 남쪽 부분은 남우크라이나 집단군으로 각각 개명되었으며, 이는 1944년 4월 5일부터 유효했다. 하지만 우크라이나의 대부분은 이미 독일군의 통제에서 벗어난 상황이었다. 이 공세 동안 붉은 군대는 1941년 6월의 소련 국경에 도달하여, 1939년 소련의 폴란드 침공 중에 점령한 영토를 되찾았다.
남부 전선의 완전한 붕괴를 막기 위해, 독일 최고 사령부는 1월부터 2월 사이에 8개 사단을, 3월부터 5월 사이에는 추가로 프랑스, 독일, 덴마크, 폴란드, 발칸반도에 주둔한 중부 집단군 및 북부 집단군에서 26개 독일 사단을 남부 집단군의 무너지는 전선으로 전출했다. 이는 총 34개 사단 과 최소 1,200대의 전차, 돌격포 및 자주 대전차포에 해당한다.
결과적으로, 소련의 드네프르-카르파티아 공세는 서구 연합군의 오버로드 작전과 소련의 바그라티온 작전의 성공에 중요한 역할을 했다. 이는 프랑스에 주둔하고 있던 독일군과 중앙 집단군의 병력이 전출로 인해 심각하게 약화되었기 때문이었다. 카멘체츠-포돌스키 포위망이 형성되는 동안, 프랑스에 주둔하고 있던 독일군은 45,827명의 병력과 363대의 전차, 돌격포, 자주 대전차포를 동부 전선으로 차출했다. 또한 드네프르-카르파티아 공세 이후 소련군이 카르파티아산맥에 진출하게 되자 소련군은 1944년 봄 루마니아로 진격할 계획을 세웠지만 독일군의 방비로 이 공세는 실패로 끝났다. 한편 소련군이 국경에 다가오자 헝가리 총리 칼러이 미클로시가 비밀리에 호르티 미클로시에게 소련과 협상할 것을 지시했지만 독일군은 헝가리를 침공해 헝가리에 주둔했다.

## 참고